# Sekhutlane
Sekhutlane est une ville du Botswana.